# لانی‌چوک
لانی‌چوک (به مجاری:  Lánycsók) یک منطقهٔ مسکونی در مجارستان است که در ناحیه موهاچ واقع شده‌است.

## خواهرخوانده
شهر بلی ماناستیر خواهرخواندهٔ لانی‌چوک هست.